# 4403 Куніхару
4403 Куніхару (4403 Kuniharu) — астероїд головного поясу, відкритий 2 березня 1987 року.
Тіссеранів параметр щодо Юпітера — 3,625.